# Sydney Turner
Sydney Turner (New Westminster, 17 de agosto de 2005) es una deportista canadiense que compite en gimnasia artística.
Ganó una medalla de bronce en el Campeonato Mundial de Gimnasia Artística de 2022, en la prueba por equipo. En los Juegos Panamericanos de 2023 obtuvo una medalla de bronce en la prueba por equipo.

## Palmarés internacional
| Campeonato Mundial   | Campeonato Mundial      | Campeonato Mundial | Campeonato Mundial   |
| Año                  | Lugar                   | Medalla            | Prueba               |
| -------------------- | ----------------------- | ------------------ | -------------------- |
| 2022                 | Liverpool (Reino Unido) | Medalla de bronce  | Concurso por equipos |
| Juegos Panamericanos |                         |                    |                      |
| Año                  | Lugar                   | Medalla            | Prueba               |
| 2023                 | Santiago (Chile)        | Medalla de bronce  | Concurso por equipos |